# Eddie Jones (košarkaš)
Eddie Charles Jones (Pompano Beach, Florida, SAD, 20. listopada 1971.) je bivši američki košarkaš.
Studirao je na sveučilištu Templeu za čiju je momčad igrao.Los Angeles Lakersi su ga 1994. na draftu izabrali u 1. krugu. Bio je 10. izbor po redu.

## Vanjske poveznice
- NBA.com